# Jean-Pierre Pedrazzini
Pour les articles homonymes, voir Pedrazzini.
Jean-Pierre Pedrazzini est un journaliste et reporter photographe franco-suisse, né le 30 janvier 1927 à Paris et mort le 7 novembre 1956 à Neuilly-sur-Seine. 

## Biographie
Jean-Pierre Pedrazzini naît en 1927 à Paris dans une famille aisée. Son père, Guglielmo est le fils d'un émigré qui avait quitté Campo Vallemaggia et la misère des montagnes tessinoises pour le Mexique vers la fin du 19e siècle et qui a fait fortune dans les mines d’or. Sa mère, Francine Crovetto est monégasque. Ils s'installent en Suisse en 1943 pendant la Seconde Guerre mondiale.     
Jean-Pierre Pedrazzini fait ses études à Neuchâtel, Lausanne, Davos puis Genève. Adolescent, il photographie les soldats américains internés dans les hôtels de la station grisonne de Davos et leur donne les clichés, en souvenir.   
Après le divorce de ses parents, sa mère regagne Monte-Carlo tandis qu’avec sa sœur Marie-Charlotte, il revient à Paris.   
Il effectue son service militaire dans les parachutistes en devançant l’appel puis entre à Paris Match en 1948 et où il devient l’assistant du photographe Walter Carone.   
Il photographie les personnalités importantes de l’époque comme Charlie Chaplin, Maurice Chevalier, Sophia Loren, Brigitte Bardot, Édith Piaf, Marlene Dietrich, Vittorio De Sica, Grace Kelly et le prince Rainier de Monaco.  
Le 11 juin 1955, alors qu’il est en reportage pour Match, il échappe de peu à la mort lors de l’accident des 24 Heures du Mans.   
Le 10 novembre 1955, il épouse Annie Falk à Paris. Il voyage en Europe de l'Est, notamment au cœur de l'Union soviétique de Nikita Khrouchtchev qu'il traverse en juillet 1956 avec son ami le journaliste Dominique Lapierre et en compagnie de leurs femmes. Le récit et les photographies de ce voyage seront publiés à Lausanne en 1957, après la mort de « Pédra » sous le titre « En liberté sur les routes d'URSS ».  

### Mort
En octobre 1956, Jean-Pierre Pedrazzini est envoyé par Paris Match avec le journaliste Paul Mathias pour couvrir l’insurrection de Budapest en Hongrie. 
Alors qu'il photographie l'assaut lancé par les insurgés contre le Q.G. du parti communiste, place de la République, le 30 octobre 1956, il est atteint de trois rafales de mitraillette au ventre, à la colonne vertébrale et aux jambes. C'est Jacques Médecin qui le sort du champ de tir. Le tireur avait pris le téléobjectif de Jean Pierre pour un lance rocket .  
Rapatrié en France avec l’aide de Thomas Schreiber, envoyé spécial du Monde, et de la R.T.F., dans la nuit du jeudi au vendredi 2 novembre, à bord d'un avion spécial, Jean-Pierre Pedrazzini meurt à 29 ans le 7 novembre 1956 dans une clinique de Neuilly-sur-Seine.
Ses obsèques ont lieu le 9 novembre en l’église Saint-Philippe-du-Roule, en présence du secrétaire d'État à l’Information Gérard Jacquet. En 1957 sa sœur, Marie-Charlotte Vidal-Quadras Pedrazzini, fait transférer sa dépouille dans le caveau familial au cimetière de Locarno.

« C’était un magnifique garçon aux yeux clairs, beau sportif, ancien « para», plein d’allant et de droiture. »

— Le Monde, 8 novembre 1956.

## Distinction
Citation à l'Ordre de la nation le 7 novembre 1956,.

« M. Jean-Pierre Pedrazzini, reporter photographe aux qualités professionnelles unanimement reconnues et appréciées, entièrement dévoué à son métier, toujours volontaire pour les reportages les plus difficiles et les plus dangereux, a été mortellement blessé à Budapest pendant les journées de l'insurrection nationale dans l’accomplissement de son devoir de journaliste ; est tombé le 30 octobre 1956 en prenant sa dernière image. »

— Journal officiel de la République Française, 7 novembre 1956.

## Livres de photographies
- Dominique Lapierre et Jean-Pierre Pedrazzini, So lebt man heute in Russland, Hamburg 1957.
- Dominique Lapierre et Jean-Pierre Pedrazzini, Russie portes ouvertes, itinéraires du voyage en U.R.S.S, préface de Gaston Bonheur éditions Vie, Lausanne 1957
- Jean-Pierre Pedrazzini, URSS-Budapest 1956, catalogue d’exposition, ChiassoCultura edizioni, 2006, 96 pages.
- Images de guerre, Les trésors des archives de Paris Match, sous la direction de Roger Thérond, photos de Daniel Camus, Jean-Pierre Pedrazzini, Michel Descamps, François Pagès, Claude Azoulay, Jean-Claude Sauer, Bernard Wis et Benoit Gysembergh,  Éditions Filipacchi, 2002.

## Film
- En liberté sur les routes d'URSS, film de Dominique Lapierre et Jean-Pierre Pedrazzini, commentaire d’Yvan Audouard, Société Nouvelle de Cinématographie, 1957, 1 h 11 min[12].

## Hommages posthumes

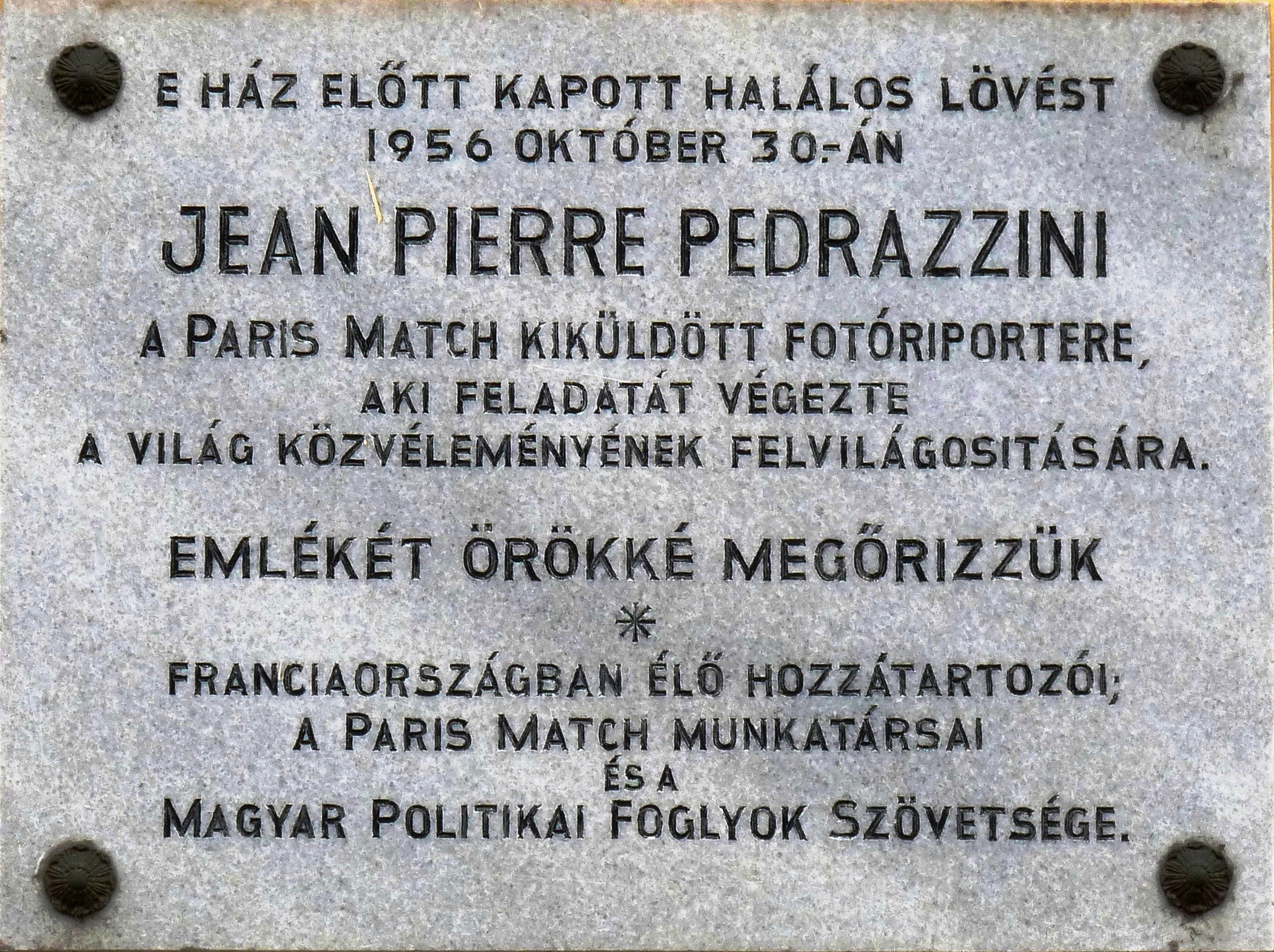
Plaque apposée au 25, place Köztársaság à Budapest.